# Stadion Godfreye 'Ucara' Chitala 107
Stadion Godfreye 'Ucara' Chitala 107 (anglicky Godfrey 'Ucar' Chitalu 107 Stadium) je multifunkční stadion v Kabwe v Centrální provincii v Zambii. Stadion především slouží pro utkání domácího fotbalového klubu Kabwe Warriors FC. Kapacita je 10 000 diváků. Na tomto stadioně se měly konat některé zápasy Poháru COSAFA 2013, ale nakonec byla tato utkání přeložena z logistických důvodů na Stadion Nkana v Kitwe v Zambii.

## Název
Stadion byl roku 2012 přejmenován z dřívějšího Stadion drah na Stadion Godfreye 'Ucara' Chitala 107 na počest fotbalového útočníka Godfreye 'Ucara' Chitala, který v sezóně 1972 vstřelil 107 gólů. Godfrey Chitalu v roce 1993 zemřel.